# Крушение на станции Верещёвка
Крушение на станции Верещёвка — железнодорожная катастрофа, произошедшая 24 января 1944 года около 4 утра у станции Верещёвка в Брянской области. На памятнике установлена неверная дата 24 марта, однако в официальной докладной Сталину о крушении, полученной из архивов, указана дата 24 января.

## Крушение
24 января 1944 года на станции Верещёвка (сейчас Московская железная дорога, участок Людиново — Дятьково, станция преобразована в остановочный пункт) произошло крушение пассажирского поезда № 75 Вязьма — Брянск.
Поезд проезжал по насыпи и временному деревянному мосту вдоль недавно образовавшегося озера, когда железнодорожное полотно просело в результате размытия и прохождения ранее тяжёлого гружённого танками товарного поезда. Поезд сошёл с рельсов, часть вагонов упала в озеро, лёд под ними проломился, вагоны с людьми провалились в воду и утонули.
Всего было разбито 4 вагона, повреждены 1 паровоз и 10 вагонов. Точное количество погибших до сих пор не установлено; в основном, это были военные. В первых документах, составленных в день крушения, указано 47 погибших и 50 раненых. Современные краеведы говорят о цифре 600—700 человек.

## Память
На месте крушения тела захоронены в братской могиле и установлен памятный знак с пятью фамилиями, остальные жертвы не были опознаны (53°40′04″ с. ш. 34°23′23″ в. д.).